# Commerce (stacja metra)
Commerce – stacja linii nr 8 metra  w Paryżu. Stacja znajduje się w 15. dzielnicy Paryża.  Została otwarta 27 lipca 1937 r.